# 謝爾盖·科爾尼倫科
謝爾盖·科爾尼倫科（1983年6月14日—）是一位白俄羅斯足球運動員。在場上的位置是前鋒。他現在效力於俄羅斯足球超級聯賽球隊薩馬拉蘇維埃之翼足球俱樂部。他也代表白俄羅斯國家足球隊參賽。